# バルジ・ブラケット
バルジ・ブラケット(Bulge Bracket)とは金融業界、特に投資銀行業界で使われる用語で、リーグ・テーブル（業績を基にした投資銀行ランキング）の上位を常に独占し、世界経済に大きな影響を与える一流投資銀行群を指す。現在、欧米の主要投資銀行9社がバルジ・ブラケットとされている。

## 語源
バルジ・ブラケット（Bulge Bracket）とは「突出した層」と言う意味であり、投資銀行が完遂した案件を一般告知する広告（Tombstone（墓石広告）：墓石の形をしていることからこう呼称される）の最上部に社名が記載されることに由来する。最上部に記載されるという事は、案件において主要な役割を果たした証であり、業界に於けるプレゼンスの高さを表す。

## 現在の投資銀行一覧
- ゴールドマン・サックス（米）
- モルガン・スタンレー（米）
- JPモルガン（米）
- バンク・オブ・アメリカ（米）
- シティ・グループ（米）
- バークレイズ（英）
- クレディ・スイス（スイス）
- ドイツ銀行（独）
- UBS（スイス）

## 過去の投資銀行一覧
- ディロン・リード - 1997年に、Swiss Bank Corporationに買収され現在のUBSを形成している。
- ファースト・ボストン - 1988年に、クレディ・スイスに買収されクレディ・スイス・ファースト・ボストンを経て、クレディ・スイスを形成する。
- クーン・ローブ - 1977年にリーマン・ブラザーズと合併し、リーマン・ブラザーズを形成していた。
- リーマン・ブラザーズ - 2008年に破綻し、北米事業はバークレイズ・キャピタルに、欧州、アジア事業は野村證券に買収される。
- メリル・リンチ - 2008年に事実上破綻しバンク・オブ・アメリカに買収され、現在はバンク・オブ・アメリカの一部門となっている。
- ソロモン・ブラザーズ - 1998年にトラベラーズ・グループに買収され、現在はシティ・グループを形成する。
- ベアー・スターンズ - 2008年に破綻し、JPモルガンに買収される。